# Amerimnon glaucescens
Amerimnon glaucescens là một loài thực vật có hoa trong họ Đậu. Loài này được (Mart. ex Benth.) Kuntze mô tả khoa học đầu tiên năm 1891.